# دو شاهدخت
«دو شاهدخت» (به انگلیسی: Two Princes) ترانه‌ای از گروه آمریکایی اسپین داکترز است. این یکی از قطعه‌های اولین آلبوم استودیویی آن‌ها با نام جیب پر از کریپتونیت و دومین تک‌آهنگ از آن آلبوم بود که در ژانویهٔ ۱۹۹۳ منتشر شد.
«دو شاهدخت» پس از انتشار در ایالات متحده، ۲۹ هفته در جدول ۱۰۰ آهنگ داغ بیلبورد حضور داشت و بالاترین جایگاهش در آن جدول رتبهٔ هفتم بود که در ۱۰ آوریل ۱۹۹۳ به آن رسید. این قطعه در زمان انتشارش در سوئیس، آلمان، سوئد، اتریش، بریتانیا، فرانسه، هلند، بلژیک، نروژ، نیوزیلند و استرالیا هم جزو ۱۰ تک‌آهنگ پرفروش روز بوده‌است.

## نقدها
واکنش منتقدان به «دو شاهدخت» متفاوت بود. وی‌اچ‌وان در فهرست ۱۰۰ ترانهٔ برتر دههٔ ۹۰، جایگاه چهل و یکم را به آن اختصاص داد در حالی‌که بلندر در گزینش ۵۰ ترانهٔ افتضاح همهٔ زمان‌ها، «دو شاهدخت» را در جایگاه بیست و یکم قرار داده‌است. استیون توماس ارلواین در آل‌میوزیک، «دو شاهدخت» را به‌همراه ۲ قطعهٔ دیگر جیب پر از کریپتونیت که در قالب تک‌آهنگ منتشر شدند بهترین ترانه‌های آن آلبوم دانسته‌است.